# Ectoedemia sivickisi
Ectoedemia sivickisi là một loài bướm đêm thuộc họ Nepticulidae. Nó được miêu tả bởi Puplesis năm 1984. Nó được tìm thấy ở vùng Viễn Đông Nga.